# Beira Interior Sul

Localização da Beira Interior Sul.

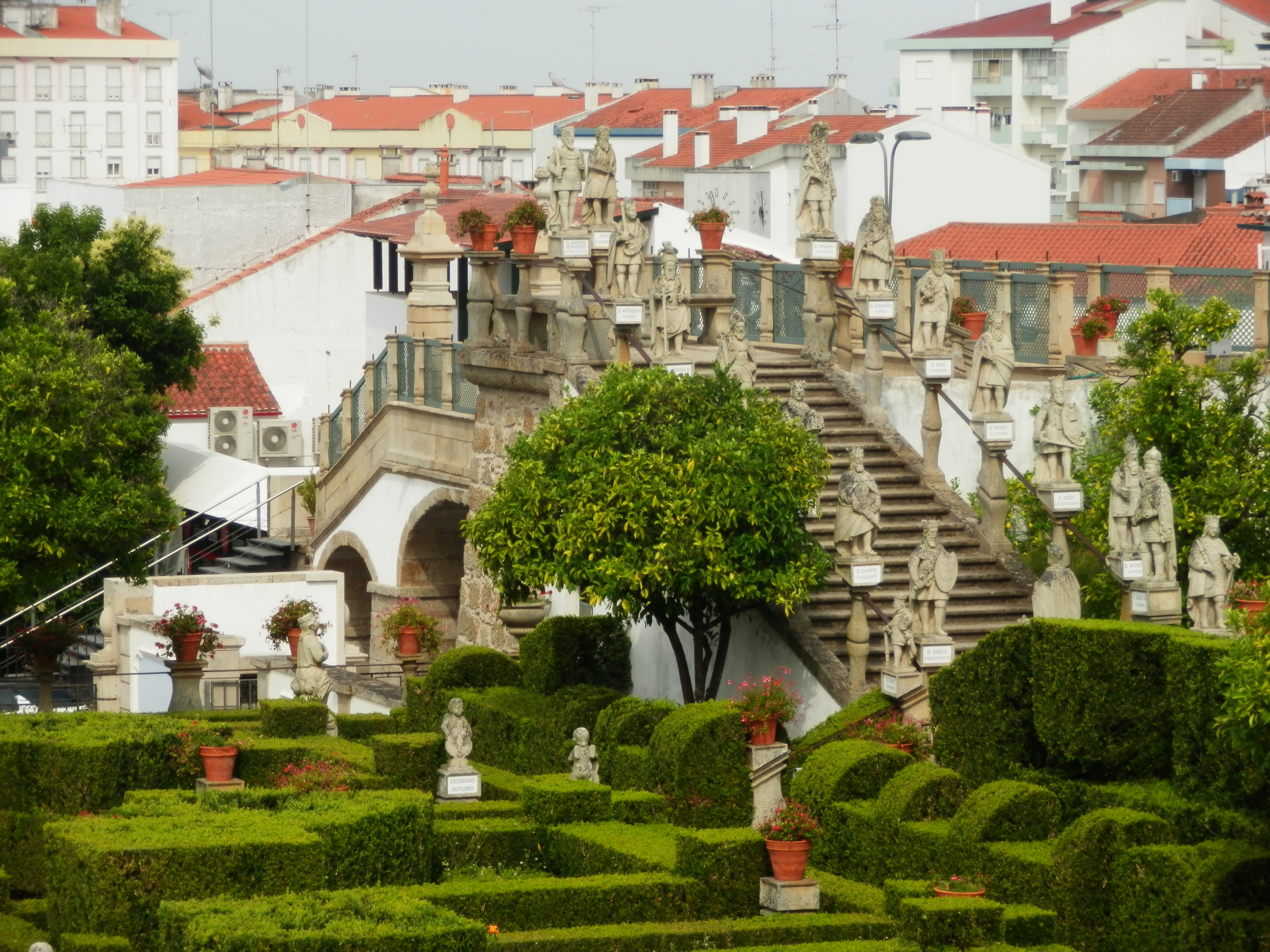
Jardim do Paço Episcopal, ex-líbris de Castelo Branco

A Beira Interior Sul foi uma sub-região estatística portuguesa, parte da região estatística do Centro e do distrito de Castelo Branco. 
Limitava a norte com a Cova da Beira e a Beira Interior Norte, a leste com a Espanha, a sul com a Espanha e o Alto Alentejo e a oeste com o Pinhal Interior Sul. 

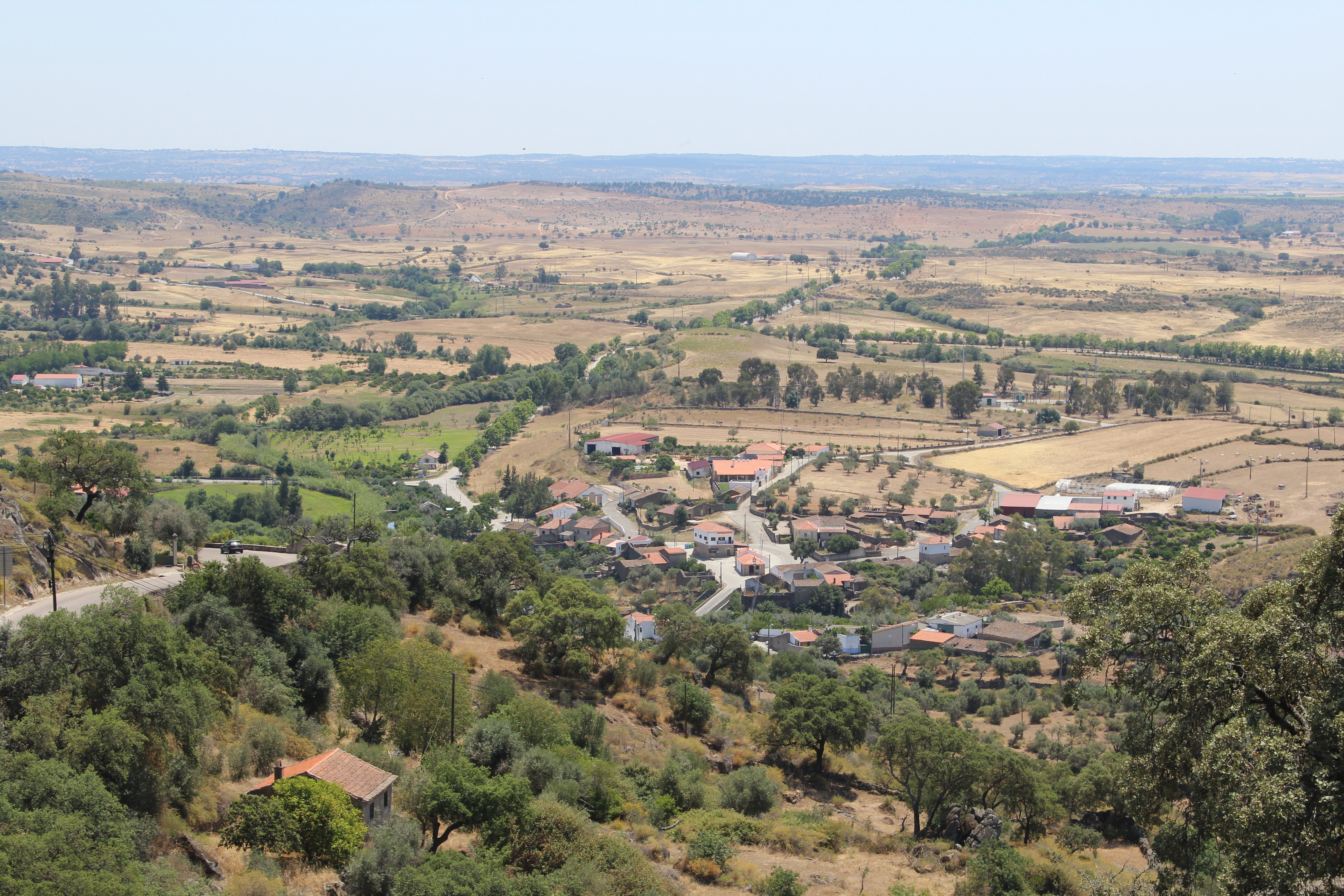
Campina de Idanha

Tem uma área de 2 063 km² e uma população de 75 026 habitantes (censos de 2011).
Compreendia 4 concelhos da província histórica da Beira Baixa:
- Castelo Branco (Sede da CIM)
- Idanha-a-Nova
- Penamacor
- Vila Velha de Ródão

A Beira Interior Sul foi extinta aquando da reformulação do mapa das NUT-III, em 2013, tendo todos os seus municípios passado a integrar a então criada sub-região da Beira Baixa, juntamente com os concelhos de Oleiros e Proença-a-Nova. 